# Manolo Lama
Manuel Lama Jiménez (Madrid, 3 de enero de 1962), conocido como Manolo Lama, es un locutor deportivo y presentador de televisión español.

## Biografía
Nació en Madrid en 1962, aunque él y su familia proceden de la localidad andaluza de Cabra (Córdoba). Está casado y tiene cinco hijos, entre ellos el futbolista Manu Lama.
En 1982 entró a trabajar en la Cadena SER, donde fue redactor jefe de Deportes y editó y presentó la sección deportiva de Hora 25 y SER deportivos, tanto en su edición de mediodía como de tarde. También fue narrador y comentarista de Carrusel deportivo y colaboró en El larguero.
Entre 1995 y 2005 condujo en Telemadrid la sección deportiva de Telenoticias 1. Posteriormente presentó junto a Manu Carreño la edición de mediodía de Noticias Cuatro Deportes en Cuatro desde abril de 2006. 
El 3 de enero de 2011, comunicó la rescisión unilateral del contrato que le vinculaba a la Cadena SER hasta finales de 2011.No se fue con los 52 redactores del equipo de Deportes de la Cadena SER a la COPE en agosto de 2010, por miedo a que los responsables de Prisa le impidieran presentar Deportes Cuatro, por lo que esperó al primer día hábil (3 de enero de 2011) después de que la fusión entre  Gestevisión Telecinco y Sogecuatro se hiciera efectiva el 1 de enero de 2011, para tomar la decisión. 
Seguidamente pasó a formar parte del equipo de deportes de la COPE, donde desempeña las mismas funciones que en su anterior emisora. En la actualidad es redactor jefe de Deportes, donde narra los principales partidos de la liga española y eventos como la Copa del Rey y la Liga de Campeones de la UEFA, especialmente todos los del Real Madrid Club de Fútbol y la Selección española de fútbol en Tiempo de juego. Asimismo edita y presenta la edición vespertina de Deportes Cope de lunes a viernes a las 20:30 y participa en el programa El partidazo de COPE.
El 16 de septiembre de 2016 presenta por última vez Deportes Cuatro, fecha en la que la cadena decidió prescindir de él (tras finalizar la emisión del programa de ese día). Mediaset emitió un comunicado en el que manifestaba que esperaban tener relación con él de otra forma.
En enero de 2017, se anunció la incorporación de Lama a Antena 3 para presentar junto a Arturo Valls y Pilar Rubio el nuevo programa Ninja Warrior, concurso producido por Globomedia. En el mes de febrero del mismo año se anuncia su fichaje por Gol Play, al frente de El golazo de Gol, en la cadena de televisión Gol TV junto a Jesús Gallego y posteriormente con Carlos Pozuelo. Lo presenta hasta su finalización el 12 de julio de 2024, coincidiendo con la cobertura para la COPE de la Eurocopa2024, en Alemania. 

#### Eventos cubiertos en radio
Cubrió para la Cadena SER (1982-2011) y la COPE (2011-presente) los siguientes eventos deportivos:
- Juegos Olímpicos de Verano (Los Ángeles 84, Seúl 88, Barcelona 92, Atlanta 96, Sídney 2000, Atenas 2004, Pekín 2008, Londres 2012, Río 2016 y Tokio 2020).
- Copa Mundial de Fútbol (México 86, Italia 90, EE. UU. 94, Francia 98 , Corea y Japón 02, Alemania 06, Sudáfrica 2010, Brasil 2014, Rusia 2018 y Qatar 2022).
- Eurocopas de Fútbol (Alemania 88, Suecia 92, Inglaterra 96, Bélgica y Holanda 2000, Portugal 04, Austria y Suiza 08, Polonia-Ucrania 12 Francia 16, hasta, al menos, Alemania 2024
- Copa FIFA Confederaciones (Sudáfrica 2009 y Brasil 2013).
- Baloncesto (desde el 1984).
- 21 vueltas ciclistas, así como todo tipo de acontecimientos deportivos.

#### Trabajos
| Televisión | Televisión                | Televisión | Televisión    | Radio         | Radio                       | Radio      | Radio                |
| Año        | Programa                  | Cadena     | Notas         | Año           | Programa                    | Cadena     | Notas                |
| ---------- | ------------------------- | ---------- | ------------- | ------------- | --------------------------- | ---------- | -------------------- |
| 1995-2005  | Telenoticias 1 (Deportes) | Telemadrid | Presentador   | 1982-2011     | Carrusel deportivo          | Cadena SER | Copresentador        |
| 2006-2016  | Deportes Cuatro 1         | Cuatro     | Presentador   | 1989-2011     | El larguero                 | Cadena SER | Colaborador          |
| 2017-2018  | Ninja Warrior             | Antena 3   | Copresentador | 2011-presente | Tiempo de juego             | COPE       | Copresentador        |
| 2017-2024  | El golazo de Gol          | Gol Play   | Copresentador | 2011-presente | El partidazo de COPE        | COPE       | Colaborador          |
|            |                           |            |               | 2011-presente | La linterna (Deportes COPE) | COPE       | Presentador y editor |

### Videojuegos
Desde 1997 Manolo Lama es comentarista junto a, habitualmente, Paco González, en los juegos de fútbol de EA Sports, que van desde FIFA: Rumbo al Mundial 98, hasta el juego FIFA 23, el que sería el último en el que ejerce de comentarista.

## Polémicas
- El 11 de septiembre de 2008 fue atacado duramente por Javier Clemente, por entonces entrenador del Real Murcia. Clemente se refirió al accidente automovilístico que tuvo Lama en compañía de otros miembros de la Cadena SER, asegurando que, si fuese egoísta, pensaría que le habría "venido bien que Lama se hubiese muerto en 1987", dejando entrever que se arrepentía de haberle mandado en su momento un telegrama deseándole una pronta recuperación.[12] Justificó dichas declaraciones sobre la base de la actitud beligerante que Lama siempre ha mostrado hacia su labor como entrenador. El periodista le respondió con ironía: "Siento no agradar a Clemente y no haberme muerto".

- El 10 de marzo de 2009, antes de realizar una conexión con sus compañeros de Deportes Cuatro, mientras se encontraba en Liverpool para retransmitir el encuentro de Liga de Campeones de la UEFA entre Liverpool y Real Madrid, fue agredido por dos Ultras Sur, hinchas radicales del equipo blanco.[13]

- El 12 de mayo de 2010, mientras realizaba un reportaje para Deportes Cuatro sobre la previa de la final de la Liga Europa de la UEFA junto con aficionados del Club Atlético de Madrid, centró su atención en un indigente de la ciudad de Hamburgo. La escena provocó controversia, pues fue acusado por diversas organizaciones, medios y espectadores, de humillar al mendigo.[14] Tanto Manolo Lama como Cuatro pidieron disculpas y explicaron que había sido un malentendido. Días después, al tiempo que numerosos grupos de aficionados (tanto en los comentarios realizados en los medios digitales como a través de un grupo de denuncia creado ad hoc en Facebook) expresaban su repulsa por el incidente, el Ministerio de Industria de España decidió abrir a Cuatro un «expediente informativo» con base en el artículo 57.1 de la Ley General Audiovisual,[15] pero finalmente no hubo sanción porque consideró que se trató de un "hecho aislado".[16]

- El 20 de agosto de 2023, durante una tertulia en la COPE, restó importancia al beso en la boca que Luis Rubiales dio a la futbolista Jenni Hermoso tras la victoria de España en el Copa Mundial Femenina de Fútbol de ese año. Lama bromeó sobre el asunto y afirmó que «yo creo que los que se cabrean es porque nunca le han dado un beso a ellas», comentario que se hizo viral en Twitter y fue muy criticado. El periodista pedía disculpas al día siguiente en un comunicado pero insistía en que el beso de Rubiales había sido producto de la euforia y sin maldad, y se quejó de que «España se ha convertido en un país de inquisidores... Si piensas diferente, te lapidan».[17]

## Premios
| Año                                                                         | Categoría | Dirigido a                             | Resultado             |
| Premios Ondas (Prisa)                                                       | Premios Ondas (Prisa) | Premios Ondas (Prisa)                  | Premios Ondas (Prisa) |
| --------------------------------------------------------------------------- | --- | -------------------------------------- | --------------------- |
| 2002                                                                        | Nacionales de Radio al Mejor Programa de Radio | Carrusel deportivo                     | Ganadores             |
| 2008                                                                        | Nacionales de Radio al Mejor Programa o Mejor Tratamiento Informativo de un Acontecimiento por la cobertura de los JJ. OO de Pekín y la Eurocopa de Austria y Suiza | Redacción de Deportes de la Cadena SER | Ganadores             |
| Premios Micrófono de Oro (Federación de Asociaciones de Radio y Televisión) | |                                        |                       |
| 2006                                                                        | Micrófono de Oro de Radio | Micrófono de Oro de Radio              | Ganador               |
| Antena de Oro (Federación de Asociaciones de Radio y Televisión de España)  | |                                        |                       |
| 2011                                                                        | Antena de Oro de Radio | Antena de Oro de Radio                 | Ganador               |
| 2016                                                                        | Antena de Oro de Radio | Antena de Oro de Radio                 | Ganador               |